# روبرت جونز (جراح)
السير روبرت جونز (28 يونيو 1857 ـ 14 يناير 1933) هو جرّاح عظام بريطاني، يعد من أوائل من أسسوا لجراحة العظام كتخصص جراحي مستقل في بريطانيا. كان جونز من أوائل من أدخلوا استخدام التصوير الشعاعي في جراحة العظام، ويُنسب إلى اسمه «كسر جونز» الذي يصيب قاعدة المشطية الخامسة للقدم.

## كسر جونز

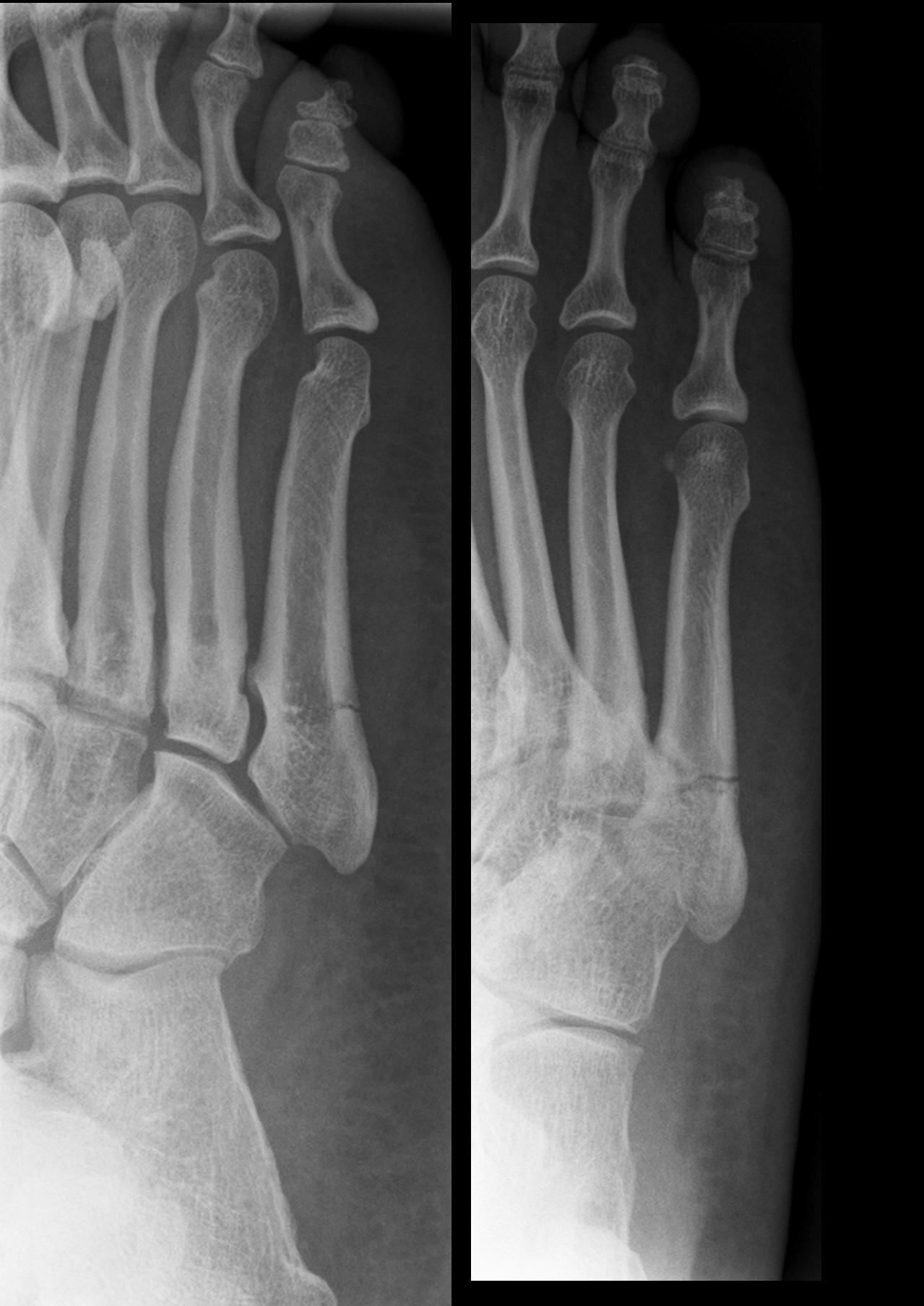
كسر جونز كما يظهر في صورة الأشعة

وصف روبرت جونز كسر قاعدة مشطية القدم الخامسة، الذي سمي لاحقًا «كسر جونز» نسبة إليه، وذلك في ورقة بحثية نشرها في «حوليات الجراحة» (بالإنجليزية: Annals of Surgery)‏ سنة 1902. في هذه الورقة البحثية، وصف جونز الكسر في 6 مرضى، كان أولهم جونز نفسه، الذي كان قد أصيب بهذا الكسر ـ قبل شهور من نشر البحث ـ من جرّاء حركة خاطئة أثناء الرقص، وظن خطأ أن إصابته كانت في أحد أوتار القدم. غير أنه عندما فحص نفسه بعد يوم من إصابته، وجد الوتر سليمًا ولكنه لم يجد ما يدل على وجود كسر في العظم، فطلب إلى زميله الدكتور ديفيد مورغان أن يفحص قدمه بالأشعة السينية، وهنا ظهر وجود كسر بقاعدة مشطية القدم الخامسة. في وقت لاحق وجد جونز الكسر ذاته في عدة مرضى، مما دفعه إلى نشر مقال عنه، ملاحظًا أن هذا الكسر لا يحدث بسبب إصابة مباشرة في القدم كما كان يُعتقد سابقًا، بل ينفصل جزء من قاعدة المشطية تحت تأثير شد الوتر المتصل بقاعدة المشطية لها.